# Reichsbanner Schwarz-Rot-Gold
Das Reichsbanner Schwarz-Rot-Gold, kurz Reichsbanner, war während der Weimarer Republik ein politischer Wehrverband zum Schutz der demokratischen Republik, der in veränderter Form bis heute besteht. Anfang der 1930er-Jahre war das Reichsbanner mit nach eigenen Angaben ca. drei Millionen Mitgliedern die größte demokratische Massenorganisation in der Weimarer Republik.
Der Verband wurde am 22. Februar 1924 in Magdeburg als Reichsbanner Schwarz-Rot-Gold, Bund der republikanischen Kriegsteilnehmer durch eine Initiative aus den drei Parteien der Weimarer Koalition (SPD, Zentrum, DDP) gegründet. Das Reichsbanner sollte dem Schutz der Weimarer Republik gegen ihre radikalen Feinde dienen. Der damalige und heutige Bundesgruß des Reichsbanners lautet „Frei Heil!“ oder „Freiheit!“. Der Bund gab die Wochenzeitung Illustrierte Reichsbanner-Zeitung, später in Illustrierte Republikanische Zeitung umbenannt, sowie die Zeitung Das Reichsbanner heraus.
Am 28. Oktober 1953 wurde der Verband in der Bundesrepublik Deutschland neugegründet, ohne den Status der einstigen Massenorganisation zu erreichen. Der eingetragene Verein erhielt 1968 seinen heutigen Namen Reichsbanner Schwarz-Rot-Gold, Bund aktiver Demokraten. Die Vereinigung versteht sich als ein überparteiliches, in der Praxis von Sozialdemokraten dominiertes Bündnis, das sich der politisch-historischen Bildungs- und Erinnerungsarbeit sowie der demokratischen Traditionspflege widmet, mit dem Ziel, die freiheitlich-demokratische Grundordnung der Bundesrepublik Deutschland zu bewahren und zu stärken.

## Weimarer Republik

### Gründung und Zielsetzung

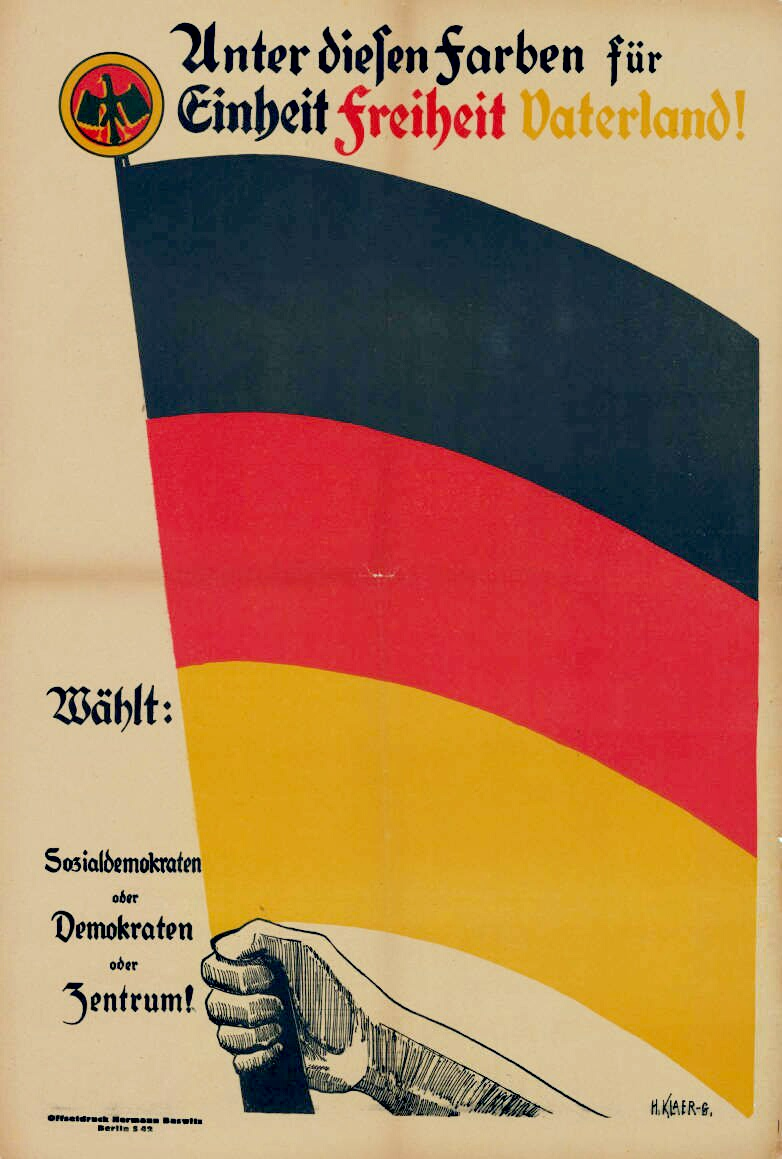
Gemeinsamer Aufruf der Weimarer Koalition zur Reichstagswahl 1924

Vereinsflagge

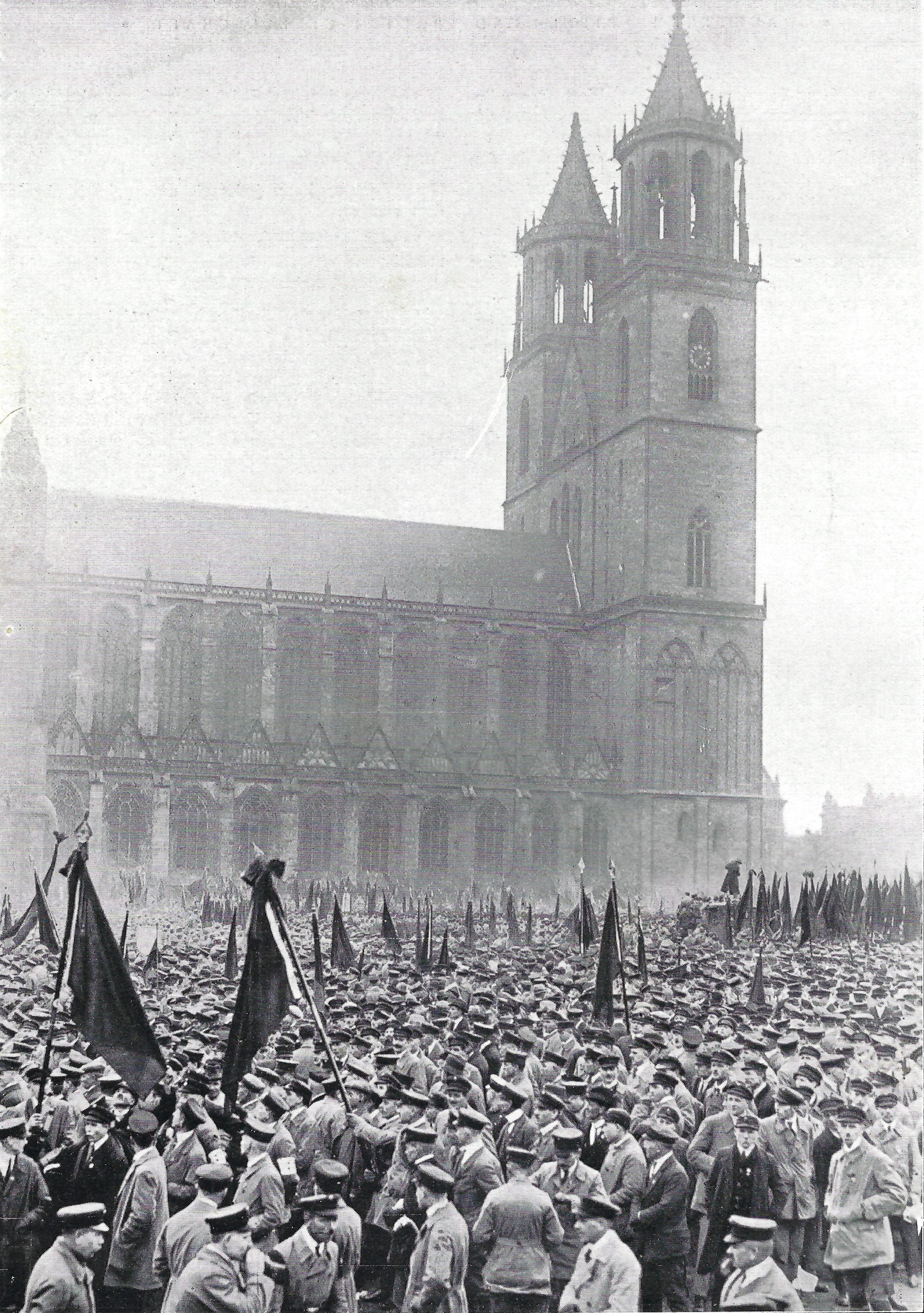
Erste Bundes-Gründungsfeier am 22. Februar 1925 auf dem Magdeburger Domplatz

Rechte und nationale Kampfbünde wie der „Stahlhelm“ oder die SA hatten den politischen Kampf gegen die in Folge der Novemberrevolution von 1918 entstandene Republik immer weiter radikalisiert. Zunächst gründeten sich eine Reihe von lokalen sozialdemokratischen Selbstschutzorganisationen. Auf dieser Grundlage wurde als Reaktion auf die Umsturzversuche von 1923 (Hitlerputsch und Hamburger Aufstand) am 22. Februar 1924 von Mitgliedern der SPD, der Deutschen Zentrumspartei, der Deutschen Demokratischen Partei sowie Gewerkschaftern in Magdeburg das Reichsbanner gegründet. Allerdings überwog der Anteil der Sozialdemokraten in der Mitgliedschaft deutlich. Schätzungen gehen von zeitweise über 90 Prozent Anteil an der Mitgliedschaft aus.
Das Reichsbanner verstand sich zunächst als ein Veteranenverband, in dem Kriegsteilnehmer des Ersten Weltkrieges ihre Kriegserfahrungen mit ihrem Eintreten für die Republik verbanden. Seine Hauptaufgabe sah das Reichsbanner in der Verteidigung der Weimarer Republik gegen Feinde aus den nationalsozialistischen, monarchistischen und kommunistischen Lagern. Der erste Bundesvorsitzende Otto Hörsing bezeichnete das Reichsbanner 1931 als „überparteiliche Schutzorganisation der Republik und der Demokratie im Kampf gegen Hakenkreuz und Sowjetstern“ und schrieb in einem in der Reichsbanner-Zeitung im Dezember 1931 veröffentlichten Brief an den Bundesvorstand: „Es bleibt bei unsrer alten Parole: Nichts für uns - alles für Deutschland!“ Dabei verstand sich das Reichsbanner als Hüter des Erbes der demokratischen Tradition der Revolution von 1848 und der verfassungsmäßigen Reichsfarben Schwarz-Rot-Gold. Im Jahr 1929 änderte der Verein seinen Beinamen von „Bund der republikanischen Kriegsteilnehmer“ in „Bund Deutscher Kriegsteilnehmer und Republikaner“, um stärker auch Nicht-Veteranen anzusprechen.

### Aufbau und Gliederung

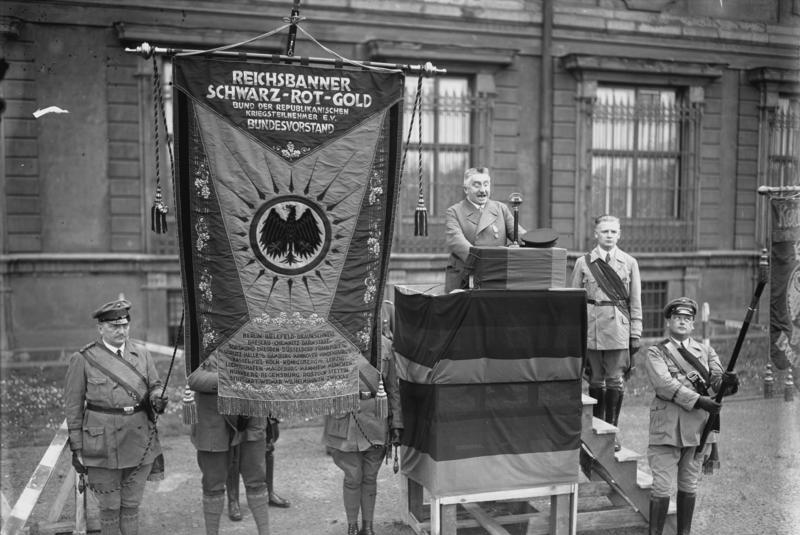
Der Bundesvorsitzende Hörsing spricht am Verfassungstag des Jahres 1929 vor dem Berliner Schloss

Im Reichsbanner existierten zwei Organisationsebenen nebeneinander: die politische Ebene als eingetragener Verein und die technische Ebene als Kampfverband.
An der Spitze der politischen Organisation stand der Bundesvorstand mit dem Ersten und Zweiten Vorsitzenden, drei Stellvertretern, Bundesschatzmeister, Bundeskassierer, Schriftführer, Technischem Leiter, Bundesjugendleiter, den jeweiligen Vertretern und 15 Beisitzern. Der erste Bundesvorsitzende war bis zum 3. Juni 1932 Otto Hörsing. Sein Stellvertreter und späterer Nachfolger war Karl Höltermann. Unter der Bundesebene war das Reichsgebiet in Gaue, Kreise, Bezirke und schließlich Ortsvereine eingeteilt. Die Vorstände aller Organisationsebenen sollten satzungsgemäß aus Mitgliedern aller republikanischen Parteien zusammengesetzt sein.
Parallel dazu bestand die nach militärischem Vorbild strukturierte technische Organisation. Kleinste Einheit war die Gruppe mit einem Gruppenführer und acht Mann. Zwei bis fünf Gruppen bildeten einen Zug, zwei bis drei Züge bildeten eine Kameradschaft. Dies entsprach einer Kompanie des Heeres. Zwei bis fünf Kameradschaften bildeten eine Abteilung und zwei bis fünf Abteilungen einen Bezirk. Mindestens zwei Bezirke bildeten einen Kreis. Auf Gau- und Bundesebene überschnitten sich technische und politische Ebene. Der Bundesvorsitzende war zugleich Bundesführer; dementsprechend waren die 32 Gauvorsitzenden auch Gauführer. Bei der Einteilung der Regionen wurde in der Regel die Organisationseinteilung der SPD übernommen. Das Führungspersonal der technischen Ebene war durch Rangabzeichen zu erkennen. Der Bundesführer trug z. B. auf dem linken Unterarm den Bundesadler (schwarz auf rotem Feld, mit goldener kreisrunder Einfassung) und zwei darüberliegende schwarz-rot-goldene Streifen.
Dem Reichsbanner gehörten 1932 nach eigenen Angaben über drei Millionen Mitglieder an. Diese Angabe scheint überhöht zu sein. Heutige realistischere Schätzungen gehen von einer Mitgliederzahl von mindestens 1,5 Millionen aus.

### Reichsbannergautage

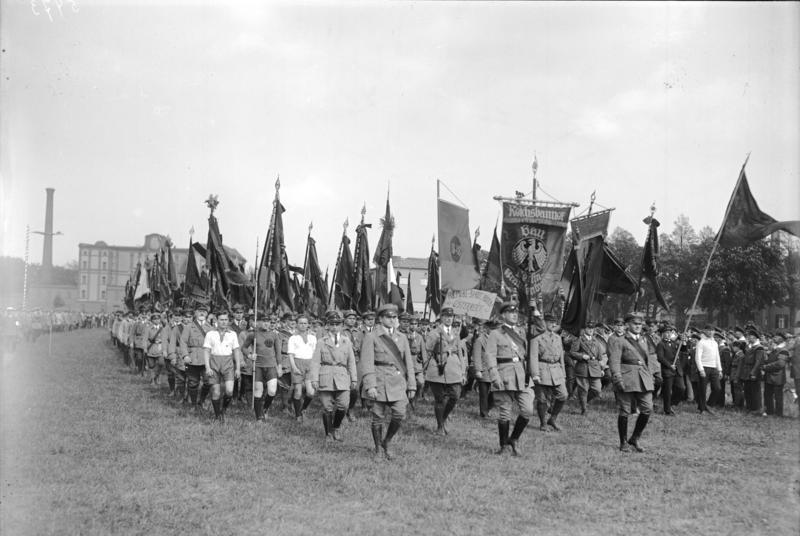
Reichsbanner-Gau-Tag in Brandenburg an der Havel 1928

Die Reichsbannergautage (auch: Reichsbanner-Gau-Tage) waren Treffen der Mitglieder; der Anmarsch erfolgte mit den schwarz-rot-goldenen Fahnen auf Festplätzen. Weitere Reichsbannergautage gab es in mehreren Landesteilen, unter anderem vom 11. bis 13. April 1925 in Hamburg, am 3. und 4. Oktober 1925 in Dortmund, im Juli 1926 in Hannover, am 5. und 6. Juni 1927 in Breslau, im Mai 1928 in Brandenburg an der Havel und 1929 in Braunschweig und Meißen.
Am 11. August, dem Verfassungstag der Weimarer Republik, wurden die Feierlichkeiten mit schwarz-rot-goldenen Fahnen und Bannern begangen, an den Spitzen der Fahnenstangen befand sich der Reichsadler.

### Der Kampf um die Republik 1930–1933

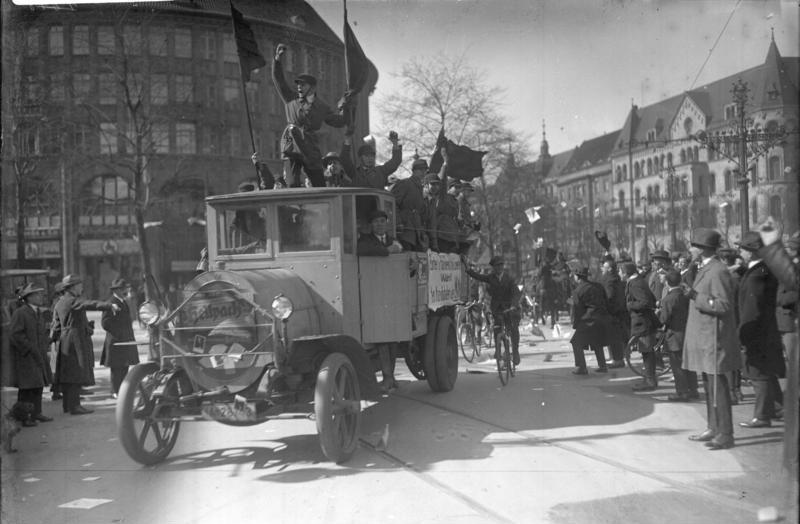
„Der Wahlauftakt für die kommende große Reichstags-Wahl am 14. September!“ Ein Propaganda-Auto des Reichsbanners wirbt in den Straßen Berlins (August 1930)

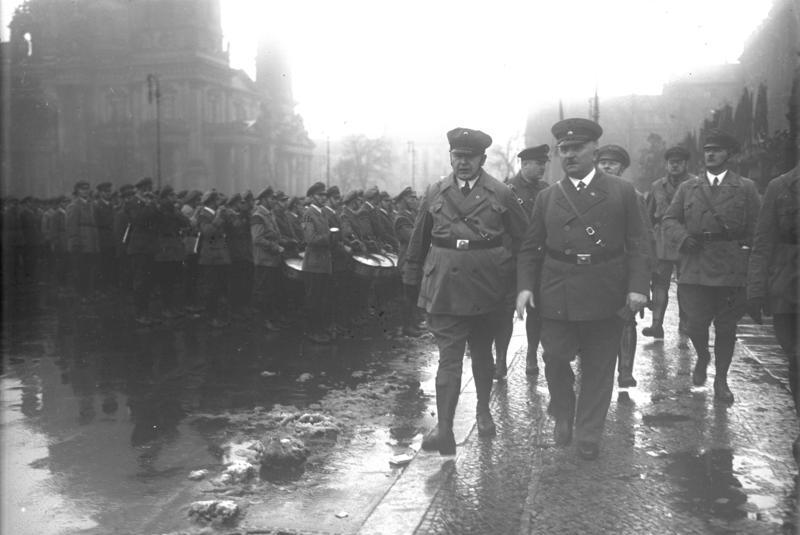
Otto Hörsing beim Abschreiten der Schutzformationen des Reichsbanners im Lustgarten in Berlin (1931)

Nachdem die NSDAP bei der Reichstagswahl 1930 erhebliche Wahlerfolge hatte verbuchen können, versuchte das Reichsbanner im September dem verstärkten Straßenterror der SA-Einheiten durch eine Umstrukturierung der technischen Ebene entgegenzutreten. Die aktiven Mitglieder wurden in Stammformationen (Stafo) und die Eliteeinheiten Schutzformationen (Schufo) aufgeteilt. Daneben gab es weiterhin die Einheiten des Jungbanners. Den Schufos gehörten im Frühjahr 1931 bereits 250.000 Mann an; bis Februar 1933 fielen 47 Reichsbannerleute im „Kampf um die Demokratie“. In vielen Regionen verstärkte sich überdies die Frontstellung gegen die Kommunisten.
Am 16. Dezember 1931 bildete das Reichsbanner mit dem Allgemeinen Deutschen Gewerkschaftsbund (ADGB), der Sozialdemokratischen Partei Deutschlands und dem Arbeiter-Turn- und Sportbund (ATSB) ein Abwehrbündnis gegen Gefahren für die Republik, das sich Eiserne Front nannte. Da dieses Bündnis ohne vorherige Absprache mit den noch verbliebenen Mitgliedern der Zentrumspartei, die häufig aus den Christlichen Gewerkschaften und den katholischen Arbeiter- und Gesellenvereinen stammten, sowie der Deutschen Staatspartei stattfand, waren die Aktivitäten der Eisernen Front Teil einer nahezu rein SPD-geführten Kampagne. Zentrumsmitglieder des Reichsbanners beteiligten sich an der Eisernen Front, etwa im Emsland, nicht mehr. Sie gründeten stattdessen, wohl unter Mithilfe und publizistischer Unterstützung des Reichsbanners, die „Volksfront gegen Radikalismus und soziale Reaktion“, die vor allem bisherige Nichtmitglieder aus dem katholischen Lager zur Verteidigung der Republik erfassen sollte. In der Eisernen Front fiel dem Reichsbanner die wehrtechnische Leitung zu, die angesichts schärfer werdender Gewalttaten durch Angehörige der Sturmabteilung (SA) und des Roten Frontkämpferbundes (RFB) immer wichtiger wurde.
Im Zuge dieser Richtungsauseinandersetzungen wurde Otto Hörsing, der langjährige Vorsitzende des Reichsbanners, am 16. Dezember 1931 seines Amtes enthoben und kommissarisch durch Karl Höltermann ersetzt. Hörsing war seit 1926 immer offensiver für eine aktive Arbeitsmarktpolitik (Kriegsplan zur Niederringung der Arbeitslosigkeit) eingetreten und hatte sich deswegen mit der SPD-Führung und den Gewerkschaften überworfen, die seine Pläne ablehnten. Im Juli 1932 wurde Hörsing aus der SPD ausgeschlossen und gründete die Sozial-Republikanische Partei Deutschlands (SRPD), die als kurzlebige Splitterpartei für einen militanten Republikanismus eintrat. Am 13. September 1932 schloss auch der Reichsbanner-Vorstand Hörsing aus und fasste gegenüber der SRPD einen Unvereinbarkeitsbeschluss.
Die letzte Bundesgeneralversammlung des Reichsbanners tagte am 17./18. Februar 1933 in Berlin. Im März wurden Reichsbanner und Eiserne Front im gesamten Reich verboten, allerdings zu verschiedenen Zeitabschnitten. Aufgrund des großen Drucks auf die Führer und Mitglieder lösten sich Formationen des Reichsbanners vielfach, so im Gau Weser-Ems, selbst auf. Die Mitglieder von Reichsbanner und Eiserner Front wurden von diesem Zeitpunkt an systematisch verfolgt, in Konzentrationslager deportiert und zum Teil ermordet.

### Verfolgung und Widerstand gegen das NS-Regime
Nach der Machtübernahme der Nationalsozialisten wurde der Verband im März 1933 verboten. In die Illegalität gedrängte Reichsbanner-Gruppen, darunter vor allem die Angehörigen der Schufos, stellten einen wichtigen Bestandteil des sozialdemokratischen Widerstandes gegen das NS-Regime dar. Zu nennen sind hier zum Beispiel die Gruppen um Theodor Haubach und Karl Heinrich in Berlin und um Walter Schmedemann in Hamburg sowie die Sozialistische Front in Hannover.

### Prominente Mitglieder

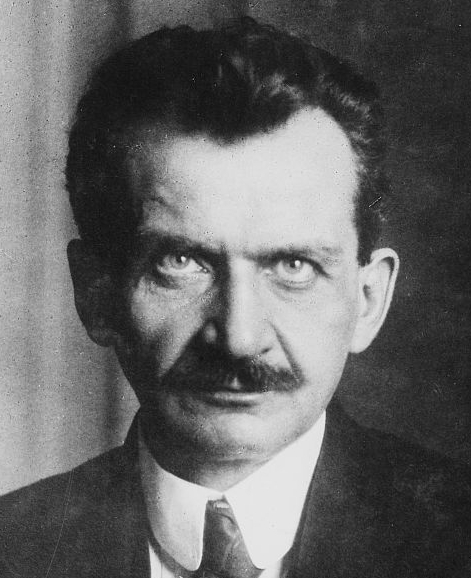
Gründungsmitglied Otto Wels, der 1933 gegen Hitlers Ermächtigungsgesetz sprach

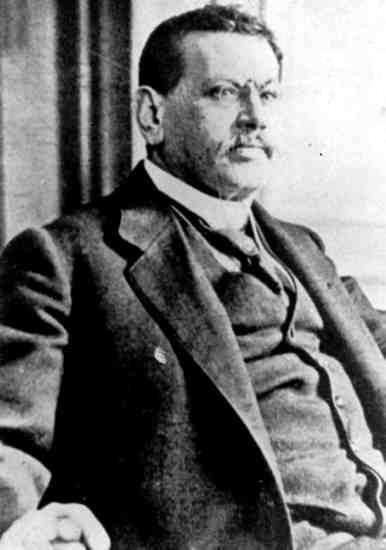
Hugo Preuß, Hauptverfasser der Weimarer Reichsverfassung, war ebenfalls Mitglied

Wegen seiner parteiübergreifenden Ausrichtung und breiten Verankerung in den staatstragenden Parteien der Weimarer Republik verfügte das Reichsbanner über prominente und einflussreiche Mitglieder. Darunter finden sich die fünf Reichskanzler Gustav Bauer, Constantin Fehrenbach, Hermann Müller, Philipp Scheidemann, Joseph Wirth, Reichstagspräsident Paul Löbe und die späteren Bundespräsidenten Gustav Heinemann und Theodor Heuss, zudem mehrere Ministerpräsidenten, Reichstags- und Bundestagsabgeordnete sowie bedeutende Persönlichkeiten der deutschen Geschichte und des öffentlichen Lebens wie der Soziologe Ferdinand Tönnies. Prominentes Mitglied im neugegründeten Reichsbanner war u. a. der spätere Bundeskanzler Helmut Schmidt.

#### Sozialdemokraten
- Hans Alexander
- Paul Apel
- Horst W. Baerensprung
- Fritz Bauer
- Gustav Bauer
- August Berger
- Eduard Bernstein
- Carl Eduard Freiherr von Brandenstein
- Alwin Brandes
- Otto Braun
- Karl Bröger
- Willi Brundert
- Willy Dehnkamp
- Erich Deppermann
- Oskar Drees
- Gustav Ferl
- Wilhelm Franke
- Emil Fuchs
- Paul Gerlach
- Erich Gniffke
- Hans Hackmack
- Konrad Haenisch
- Wilhelm Hahn junior[4]
- Theodor Haubach
- Karl Heinrich
- Wilhelm Hoegner
- Rudolf Katz
- Karl Höltermann
- Otto Hörsing
- Heinrich Kloppers
- Waldemar von Knoeringen
- Walter Kolb
- Heinz Kühn
- Julius Leber
- Richard Lipinski
- Paul Löbe
- Ludwig Philipp Lude
- Johannes Lücke
- Karl Mayr
- Carlo Mierendorff
- Hermann Müller
- Erich Ollenhauer
- Paul Pohle
- Otto Reckstat
- Philipp Scheidemann
- Anton Schmaus
- Walter Schmedemann
- Albert Schulz
- Georg Schröder
- Kurt Schumacher
- Heinrich Steinfeldt
- Johannes Stelling
- Ferdinand Tönnies
- Hans Venedey
- Otto Wels
- Ernst Wille
- Willi Wittrock
- Georg-August Zinn

#### Mitglieder der Deutschen Demokratischen Partei
- Wilhelm Abegg
- Rudolf Bultmann
- Thomas Dehler
- Berthold von Deimling
- Ferdinand Friedensburg
- Ludwig Haas
- Erich Herrmann (später SPD)
- Theodor Heuss
- Harry Graf Kessler
- Erich Koch-Weser
- Ernst Lemmer
- Hermann Luppe
- Adolf Neumann-Hofer
- Wilhelm Nowack
- Otto Nuschke
- Hugo Preuß
- Paul von Schoenaich
- Theodor Tantzen

#### Mitglieder des Zentrums
- Friedrich Dessauer
- Constantin Fehrenbach
- Heinrich Hirtsiefer
- Heinrich Krone
- Hubertus Prinz zu Löwenstein-Wertheim-Freudenberg
- Wilhelm Marx
- Herbert Scholtissek
- Carl Spiecker
- Joseph Wirth

## Reichsbanner in der Bundesrepublik Deutschland

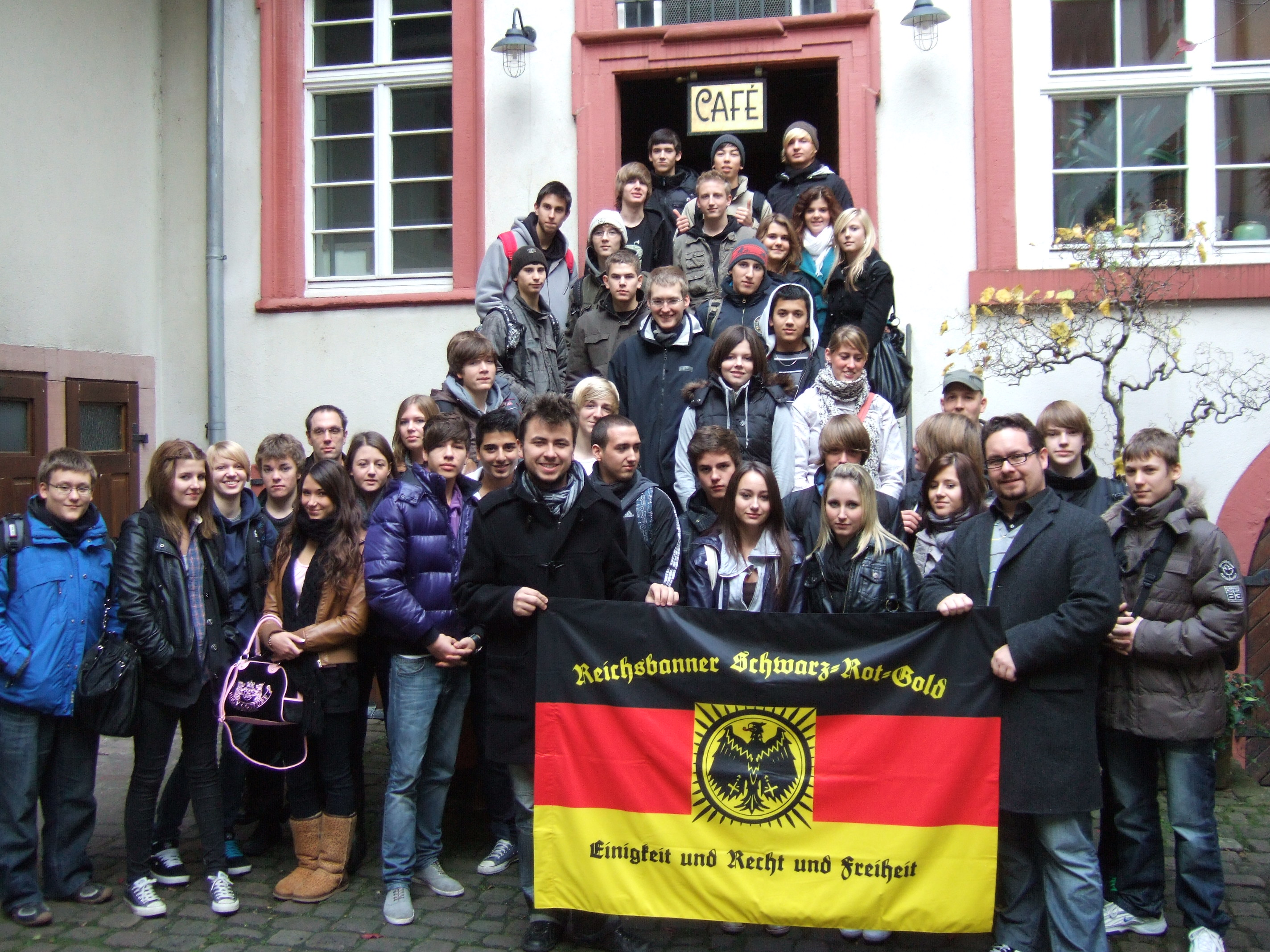
Bildungsarbeit mit Jugendlichen, hier Besuch der Friedrich-Ebert-Gedenkstätte

### Neugründung
Bestrebungen zu einer Neugründung im Jahr 1945 wurden von den Besatzungsmächten aufgrund des militärischen Charakters nicht zugelassen und auch von den politischen Parteien inklusive der SPD nicht unterstützt, weshalb es in den folgenden Jahren zu informellen Treffen kam. Später erfolgte die erste Neugründung eines Ortsvereins 1952 in Bremen. Das Reichsbanner wurde zunächst relativ erfolglos am 28. Oktober 1953 wiedergegründet (für den Berliner Landesverband siehe Freiheitsbund Berlin), worauf, initiiert durch Christian Weiß, einen ehemaligen Sekretär der Vorkriegszeit, erneute Bemühungen zwischen 1966 und 1968 folgten, vor allen Dingen um im Rahmen des Bundesentschädigungsgesetzes Wiedergutmachungsansprüche, wenn auch lediglich geringe, gegenüber den Behörden geltend zu machen. Den Anstoß dazu hatte 1965 ein vielbesuchtes Treffen anlässlich Friedrich Eberts 40. Todestages gegeben. Schließlich wurde das Reichsbanner im Juni 1968 in der Mitgliederhochburg Frankfurt a. M. auf Bundesebene neukonstituiert und erhielt nun den geänderten Beinamen „Bund aktiver Demokraten“. Seitdem wird der Verband auch wieder von einem Bundesvorsitzenden angeführt.
Der Verband hat heute ca. 1000 Mitglieder; Bundesvorsitzender ist der ehemalige Bundestagsabgeordnete Fritz Felgentreu.
Das Ziel des Verbandes ist es, durch politisch-historische Bildungs- und Erinnerungsarbeit und anhand der von Diktatur geprägten deutschen Geschichte des 20. Jahrhunderts jungen Menschen den Wert staatsbürgerlicher Rechte und Pflichten zu vermitteln. Das Reichsbanner setzt sich für die Sicherung der freiheitlichen und demokratischen Grundordnung ein und fordert von seinen Mitgliedern ein aktives, kritisches und demokratisches Bewusstsein sowie die Bereitschaft, die Grund- und Menschenrechte für jedermann zu schützen.
Die Ausstellung des Verbandes „Für eine starke Republik! – Reichsbanner Schwarz-Rot-Gold 1924–1933“ aus dem Jahr 2004 wurde in Zusammenarbeit mit der Gedenkstätte Deutscher Widerstand an Truppenstandorten der Bundeswehr, in Schulen, Rathäusern und Landtagen gezeigt. Seit 2018 wird eine neue Wanderausstellung der Gedenkstätte Deutscher Widerstand „Für Freiheit und Republik! Das Reichsbanner Schwarz-Rot-Gold im Kampf für die Demokratie 1924 bis 1933“ bundesweit präsentiert.
In der Gedenkstätte Deutscher Widerstand in Berlin befindet sich als Ergebnis einer Kooperation mit dem Verband ein einzigartiges Schaudepot zur Geschichte des Reichsbanners in der Weimarer Republik. Das Schaudepot zeigt Dokumente, Bilder und Objekte aus der Zeit von 1924 bis 1933. Diese sollen das politische Engagement und die gesellschaftliche Entwicklung der Organisation vermitteln. Unter anderem sind in dem Schaudepot in der Gedenkstätte zahlreiche schriftliche Dokumente, Broschüren, Mitgliedsausweise, historische Zeitungen, Fotos und Postkarten sowie diverse Vereinsabzeichen, Fahnen, Gläser und Schallplatten zu sehen.
Die Mitglieder des Reichsbanners sind in fünf Landesverbänden (Berlin-Brandenburg, Hamburg, Hessen, Nordrhein-Westfalen und Sachsen) und fünf Regionalgruppen (Baden-Württemberg, Hannover, Mecklenburg-Vorpommern, Süd-Niedersachsen und Weser-Ems) organisiert. Die Bundesgeschäftsstelle befindet sich in Berlin.
Die Zeitschrift des Reichsbanners erscheint regelmäßig und enthält, neben Berichten zur Bildungsarbeit und Beiträgen zur Geschichte des Bundes, häufig auch Interviews mit hochrangigen Politikern. Ebenso sind die Organisation und Durchführung von Podiumsdiskussionen mit regionalen Politikern wichtiger Bestandteil der heutigen Bildungsarbeit des Reichsbanners.

### Jubiläumsveranstaltungen
Am 7. März 2014 feierte der Verein 90 Jahre Reichsbanner Schwarz-Rot-Gold im Kaisersaal des Hamburger Rathauses. Festredner war der Bundeswirtschaftsminister und Vizekanzler Sigmar Gabriel. Der Leiter der Gedenkstätte Deutscher Widerstand (GDW) in Berlin Johannes Tuchel hielt die Rede Verteidiger der Demokratie – 90 Jahre Reichsbanner Schwarz-Rot-Gold.
Anlässlich der Gründung des Reichsbanners Schwarz-Rot-Gold 90 Jahre zuvor, am 22. Februar 1924, richtete auch Bundespräsident Joachim Gauck ein Grußwort an den Jubilar. Der Bundespräsident leitet sein Grußwort mit den Worten ein: „… das 90. Gründungsjubiläum Ihres Vereins ist mir eine doppelte Freude: Weil ich mich als Bürger Gauck dem Bund aktiver Demokraten schon lange verbunden fühle, und weil ich Ihnen als Bundespräsident auch von Amtswegen meinen Dank und meine Anerkennung übermitteln möchte.“
Am 25. Februar 2019 erinnerte der Verein im Rahmen einer Festveranstaltung in der Gedenkstätte Deutscher Widerstand (GDW) an seinen 95. Gründungstag. Festredner war Bundestagsvizepräsident Thomas Oppermann. In seiner Festrede warnte er vor den Gefahren des aufkommenden Populismus und Nationalismus und würdigte das demokratische Vermächtnis des Reichsbanners.

### Ehrenmitglieder
- Kurt Beck
- Holger Börner †
- Hans Eichel
- Franz Müntefering
- Wilhelm Polte

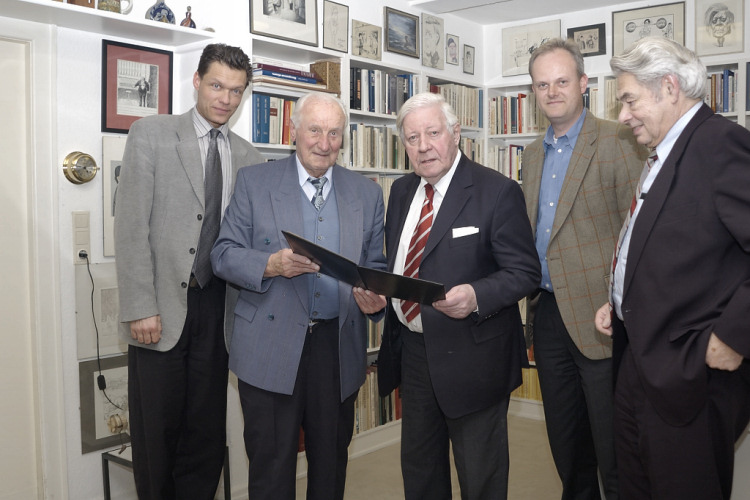
Ehrenmitglied Helmut Schmidt, rechts Hans Saalfeld

- Johannes Kahrs (zudem Ehrenvorsitzender)
- Konstanza Prinzessin zu Löwenstein
- Johannes Rau †
- Annemarie Renger †
- Hans Saalfeld (zudem Ehrenvorsitzender) †
- Helmut Schmidt †
- Wolfgang Schneiderhan
- Martin Schulz
- Henning Voscherau †
- Klaus Wowereit

## Bundesvorsitzende

### Weimarer Republik
- 1924–1931: Otto Hörsing
- 1931–1933: Karl Höltermann (bis 1932 kommissarisch)

### Bundesrepublik
- 1968–1969: Christian Weiß
- 1969–1970: Robert Becker
- 1970–1972: Christian Weiß
- 1972–1974: Wilhelm Haag
- 1974–1979: Georg Prinz
- 1979–1984: Hubertus Prinz zu Löwenstein-Wertheim-Freudenberg
- 1984–1986: ?
- 1986–1994: Walter Hesselbach
- 1994–2004: Alfred Körner
- 2004–2010: Hans Bonkas
- 2010–2021: Johannes Kahrs
- seit 2021: Fritz Felgentreu

### Ehrenvorsitzende
- Johannes Kahrs
- Hans Saalfeld
- Hans Bonkas
- Volkmar von Zühlsdorff
- Georg Prinz
- Christian Weiß
- Dietrich Westermann